# Carlo Jacob Koch
Carlo Jacob Koch (* 12. Juli 1895 in Hamm; † 17. September 1975 in Bremen) war ein deutscher Kaufmann. 
Dr. jur. et rer. pol. Carlo Koch war ein Kaufmann (Koch & Co.) in Bremen und Vorsitzender der Bremer Baumwollbörse.
Er heiratete 1924 in erster Ehe May Louise geborene Albrecht (1903–1957); nach deren Tod 1957 heiratete er erneut, 1961 Dorothea (Doris) Meulemann, verw. Zachrich. Aus der Ehe stammen drei Adoptivkinder. Ernst Albrecht, ehemaliger Niedersächsischer Ministerpräsident, war ein Neffe seiner ersten Frau May Louise. Er wurde auf dem Friedhof der Stadt Bremen beerdigt (Friedhofsplan: FF0190A).
1962 wurde er von Kardinal-Großmeister Eugène Tisserant zum Ritter des Ritterordens vom Heiligen Grab zu Jerusalem ernannt und am 29. September 1962 durch Erzbischof Lorenz Jaeger, Großprior des Ordens, investiert.